# Portal Tomb von Springfield

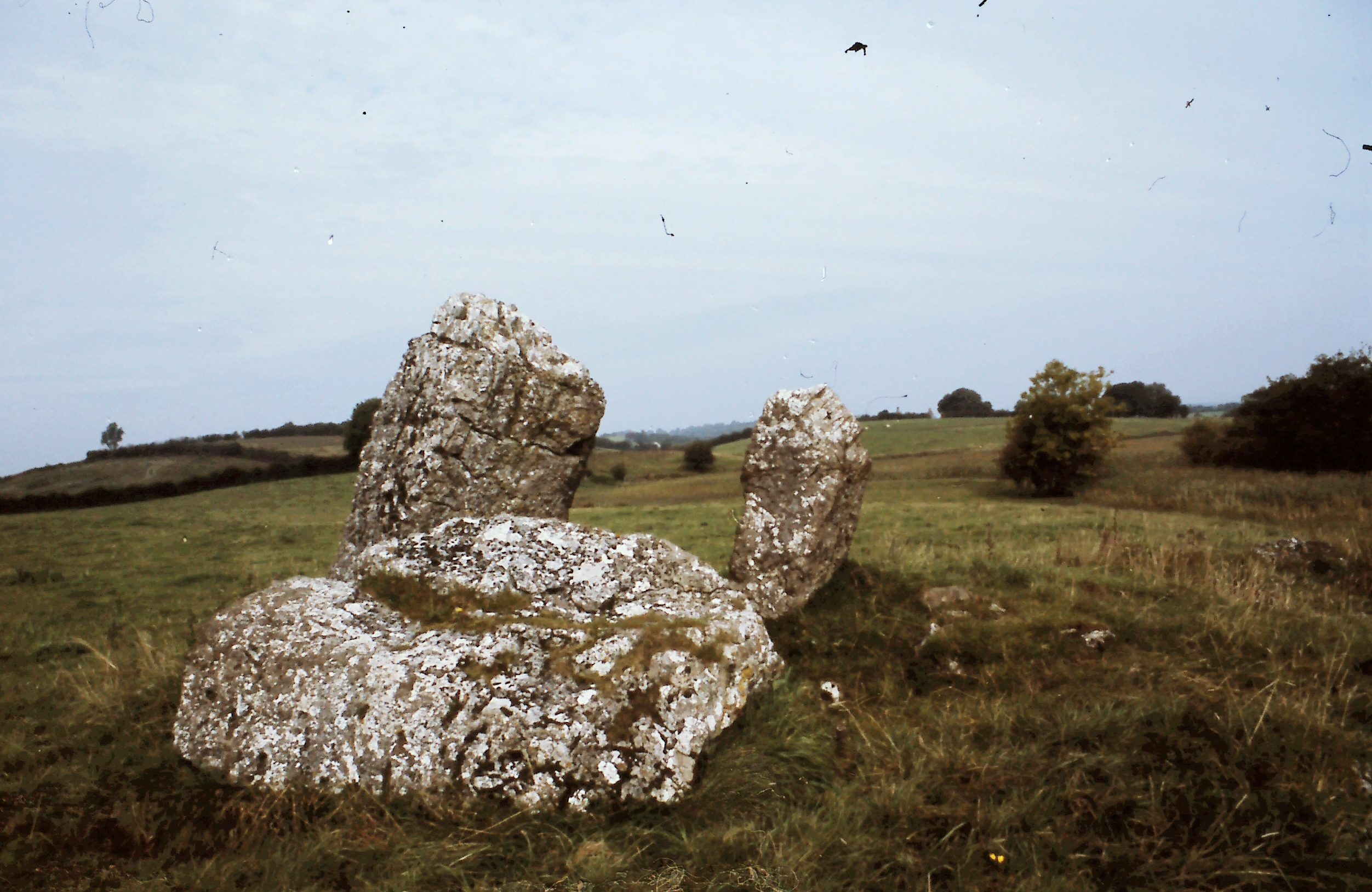
Portal Tomb von Springfield

Das Portal Tomb von Springfield, das auf den OS-Karten als „Giant’s Grave“ markiert ist, liegt auf einer kleinen Plattform etwa 40 m westlich eines kleinen Baches und steht heute auf einer Wiese neben einem Haus im Townland Springfield (irisch Coill Fiaigh) nördlich von Calstlebaldwin im County Sligo in Irland. 
Als Portal Tombs werden in Irland und Großbritannien Megalithanlagen bezeichnet, bei denen zwei gleich hohe, aufrecht stehende Steine mit einem Türstein dazwischen, die Vorderseite einer Kammer bilden, die mit einem zum Teil gewaltigen Deckstein bedeckt ist.
Das nach Süden ausgerichtete Portal Tomb steht am Südende eines ovalen Hügels von etwa 9,0 × 7,0 m Grundfläche und einer Höhe von 0,5 m. Es gibt einen 1,95 m hohen Portalstein im Westen, daneben liegt ein 0,45 m dicker Deckstein. Ein 1,4 m hoher Seitenstein steht an der Ostseite. Der 2,0 m lange östliche Portalstein liegt umgefallen an der Vorderseite der Kammer. Alle Steine sind aus Puddingstein. Etwa 8,0 m nordöstlich der Kammer befindet sich eine leicht gekrümmte, etwa 4,0 m lange Linie von fünf Steinen, die nicht in den Boden eingelassen sind und die Innenseite eines leichten Erdwalls bilden.